# إيران إيرتور الرحلة 945
رحلة إيران إيرتور رقم 945 في 1 سبتمبر 2006، انفجر طائرة من طراز تو-154 تابعة لشركة إيران إيرتور كانت تسافر من بندر عباس وعلى متنها 11 من طاقم الطائرة و137 راكبًا، في حالة هبوطها في مشهد، إيران، عند الساعة 13:45 بالتوقيت المحلي، مما أسفر عن مقتل 28 شخصًا من الموجودين على متنها.

## الأسباب المحتملة
السبب الدقيق غير معروف، ولكن يُعتقد أن إطار العجلة الأمامية انفجر عند الهبوط.

## الطائرة
كانت الطائرة في الخدمة الفعلية منذ عام 1988، وحققت حوالي 19,000 ساعة طيران عبر نحو 2,200 رحلة. كانت مملوكة أصلاً لشركة آيروفلوت، واستأجرتها شركة إيران إيرتور في أغسطس 2005 بعد أن كانت تُشغل بواسطة عدة شركات طيران أخرى.